# Filippo I da Lampugnano
Filippo I da Lampugnano (Milano, metà XII secolo – Milano, 10 aprile 1207) è stato un arcivescovo cattolico italiano.

## Biografia
Filippo da Lampugnano proveniva da un'antica famiglia patrizia milanese e come tale si distinse subito come un deciso sostenitore della parte nobiliare; dal 1185 venne nominato arciprete della cattedrale milanese, succedendo a Milone da Cardano, divenuto arcivescovo della medesima sede.
Il 14 luglio 1196 venne nominato arcivescovo di Milano, sede dalla quale si dimetterà nel novembre 1206, cedendo il passo a Uberto da Pirovano.
Morirà a Milano l'anno successivo, il 10 aprile 1207.